# A Dal (2015)

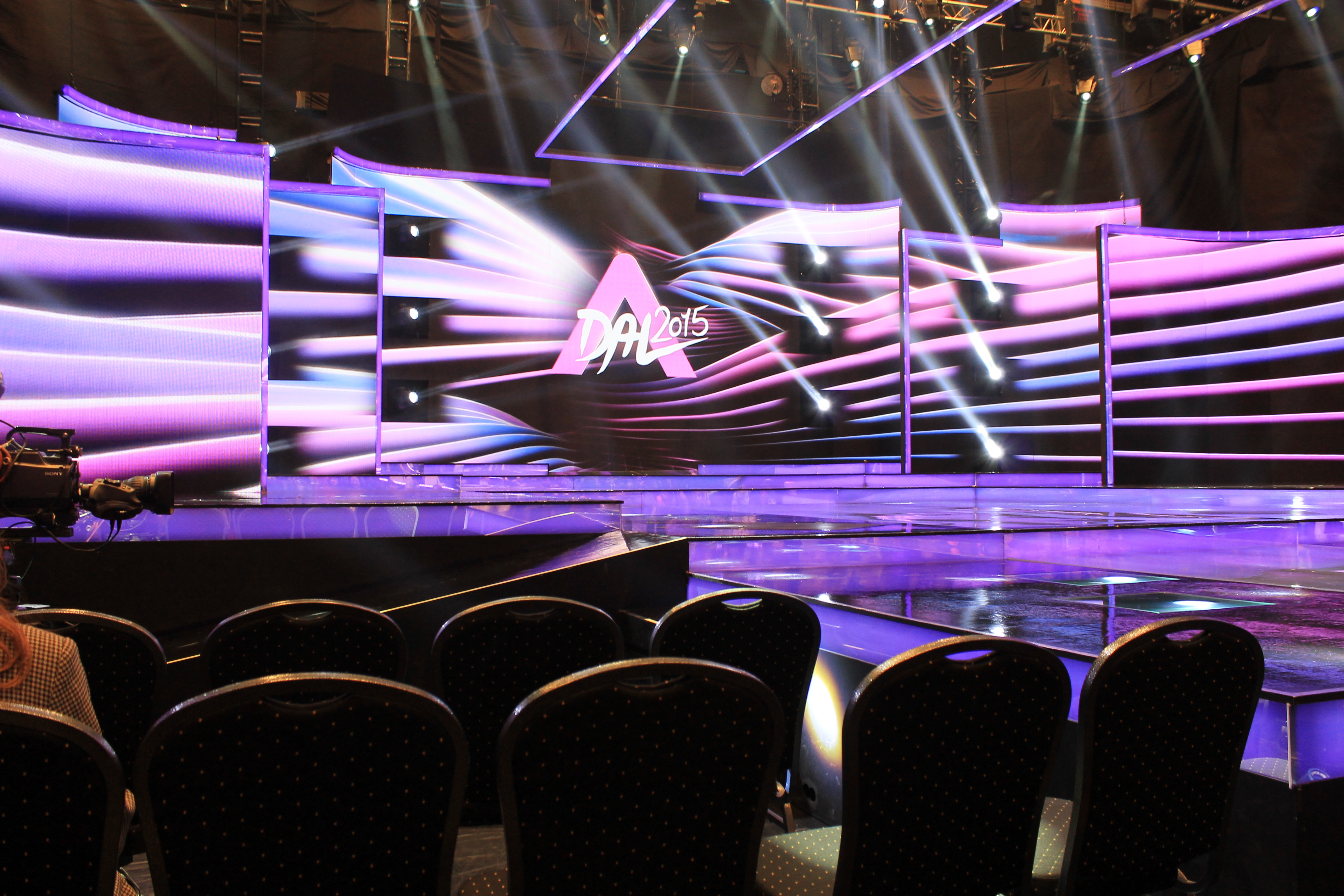
A Dal 2015 stúdiója az MTVA székházában

A Dal egy többrészes show-műsor, melynek keretén belül a nézők és a szakmai zsűri kiválasztotta, hogy ki képviselje Magyarországot a 2015-ös Eurovíziós Dalfesztiválon.
2014. július 9-én este az M1 a Koppenhágából jeles című riportműsorban jelentette be, hogy részt kíván venni a soron következő dalversenyen és nyílt pályázatot írnak ki, akárcsak az előző három évben. Az MTVA október 1-jén tette közzé a pályázati feltételeket és a hivatalos versenyszabályzatot. A dalok leadásának határideje 2014. november 15-e volt.
A verseny győztese Boggie lett, aki a Wars for Nothing című számával képviselte Magyarországot a 2015-ös Eurovíziós Dalfesztiválon. Boggie az Eurovíziós Dalfesztivál döntőjében 19 ponttal a huszadik helyet érte el. Az előadó a dalát először az első elődöntőben adta elő, ahonnan a tizenhat résztvevő közül a nyolcadik helyen kvalifikálta magát a döntőbe.
A nemzetközi dalfesztivál győztese a Svédországot képviselő Måns Zelmerlöw lett, aki 365 pontot összegyűjtve nyerte meg a döntőt. A Heroes című dal emellett tizenkét országtól kapta meg a maximális 12 pontot.

## A helyszín
A műsort negyedik éve az MTVA Kunigunda útjai székházának 600 m²-es egyes stúdiójában készítették, Budapesten.

## A műsorvezető és a zsűritagok
A negyedik évadban a műsor házigazdája Tatár Csilla volt, akinek a munkáját a Backstage-ből Harsányi Levente segítette.
A szakmai zsűri:
- Pierrot: EMeRTon-díjas zeneszerző, előadó, dalszövegíró és producer
- Rúzsa Magdi: Artisjus-díjas énekesnő, dalszerző, a 2007-es Eurovíziós Dalfesztivál magyar résztvevője
- Csiszár Jenő: az MTVA program-főtanácsadója
- Rákay Philip: a Magyar Televízió Zrt. vezérigazgató-helyettese; a zsűri elnöke

Az élő műsorban is részt vevő négy zsűritagon kívül további hat ember is részt vett a dalok előzsűrizésén 2014 decemberében. Ők a következők voltak: Nyitrai Kata, Balázs Fecó, Horváth Attila, Koós György, Borcsik Attila Izil és Milkovics Mátyás.

## A résztvevők
Az MTVA három felvonásban jelentette be az élő műsorsorozatba jutottak névsorát. Az első tízet egy sajtókonferencia keretében, a zsűritagokkal és a műsor koncepciójával együtt 2014. december 8-án ismertették. December 10-én és december 12-én további 10–10 továbbjutót hirdettek ki a Petőfi Rádió Talpra magyar! című műsorában, félóránként kettőt, reggel 7 óra és dél között. A szervezők sorsolással döntötték el, hogy az egyes dalokat mikor jelentik be, ennek a későbbiekben nem volt jelentősége.

### A december 8-án bejelentett továbbjutók
| Előadó                   | Dal                    | Zene / Szöveg                                                       |
| ------------------------ | ---------------------- | ------------------------------------------------------------------- |
| Chances                  | The Night              | Kosztyu János, Orbán Ferenc                                         |
| Csemer Boglárka – Boggie | Wars for Nothing       | Sebestyén Áron, Csemer Boglárka / Bori Sára Hélène                  |
| Dallos Bogi              | World of Violence      | Tóth G. Zoltán / Tóth G. Zoltán, Halász Péter                       |
| Farkas-Jenser Balázs     | Liar                   | Péter Bence / Kozma Kata                                            |
| Karmapolis               | Time Is Now            | Kenyeres András, Lipi Gábor, Szipszer Szabolcs / Kenyeres András    |
| MDC                      | Maniac                 | Fehér Attila, Lapis Botond / Kasai Jnoffin                          |
| Péter Barbara            | Listen to the Universe | Tóth G. Zoltán / Tóth G. Zoltán, Halász Péter                       |
| Spoon                    | Keep Marching On       | George Németh, Erik Fjeld / George Németh, Erik Fjeld, Ida Waerdahl |
| Szécsi Saci és Böbe      | Our Time               | Szécsi Saci, Szécsi Böbe                                            |
| Tóth Vera                | Gyémánt                | Hrutka Róbert                                                       |

### A december 10-én bejelentett továbbjutók
| Előadó                            | Dal                          | Zene / Szöveg                                                                |
| --------------------------------- | ---------------------------- | ---------------------------------------------------------------------------- |
| Antal Timi                        | Woke Up This Way             | Malek Miklós, Dimitri Ehrlich                                                |
| Éliás Gyula Jr. feat. Fourtissimo | Run to You                   | Éliás Gyula Jr. / Király Martina                                             |
| Fool Moon                         | Back 2 Right                 | Molnár Gábor / Kasai Jnoffin                                                 |
| Ív                                | Fire                         | Tóth Lóránt, Gálosi László, Katona-Zsombori Éva / Tóth Lóránt                |
| Mujahid Zoltán                    | Beside You                   | Mujahid Zoltán, Csöndör László Diaz / Johnny K. Palmer                       |
| Pankastic!                        | Kicsi a világ, de nagy világ | Kálmán Tamás                                                                 |
| Proof Of Life                     | Hol a határ                  | Krajczár Péter / Schmél Csaba, Nagyváradi Nelli                              |
| Szakács Gergő                     | Ősz utca                     | Csöndör László Diaz, Szakács Gergő / Karácson Tamás                          |
| Szűcs Gabi                        | Úgysem felejtesz el          | Gátos Iván, Szűcs Gabi / Hegyi György                                        |
| Wolf Kati                         | Ne engedj el!                | Sebastian Zelle, Martin Angelicus, Krajczár Péter / Linnea Deb, Major Eszter |

### A december 12-én bejelentett továbbjutók
| Előadó           | Dal                | Zene / Szöveg                                                                                     |
| ---------------- | ------------------ | ------------------------------------------------------------------------------------------------- |
| Dér Heni         | Ébresztő           | Csicsák Norbert, Bodóczki Ernő, Burai Krisztián, Dér Heni / Szabó Norbert                         |
| Gájer Bálint     | That’s How It Goes | Elek Norbert, Gájer Bálint / Johnny K. Palmer                                                     |
| Keresztes Ildikó | Hazád hazám lehet  | Pálvölgyi Géza / Márkus József                                                                    |
| Leander Rising   | Lőjetek fel        | Köteles Leander, Takács József, Vörös Attila, Budai Béla / Köteles Leander, Takács József         |
| Magyar Bori      | Lead Me to Heaven  | Váradi Tamás / Ferencz Attila                                                                     |
| New Level Empire | Homelights         | Krajczár Péter, Mayer Petra, Nyujtó Sándor, Ujvári Zoltán Szilveszter / Ujvári Zoltán Szilveszter |
| Oláh Gergő       | A tükör előtt      | Havas Lajos, Csicsák Norbert, Oláh Gergő / Lombos Márton                                          |
| Other Planet     | Untold Story       | Szikra Péter, Nagy Leopold, Széll Bálint, Őry Ádám                                                |
| Passed           | Mesmerize          | Nizalowski Dorottya, Nizalowski Fanni, Godzsák Dávid, Szabó Levente                               |
| Szabó Ádám       | Give Me Your Love  | Szabó Ádám, Bori Tamás, Katona Tamás / Kozma Kata                                                 |

## A versenyszabályok változása

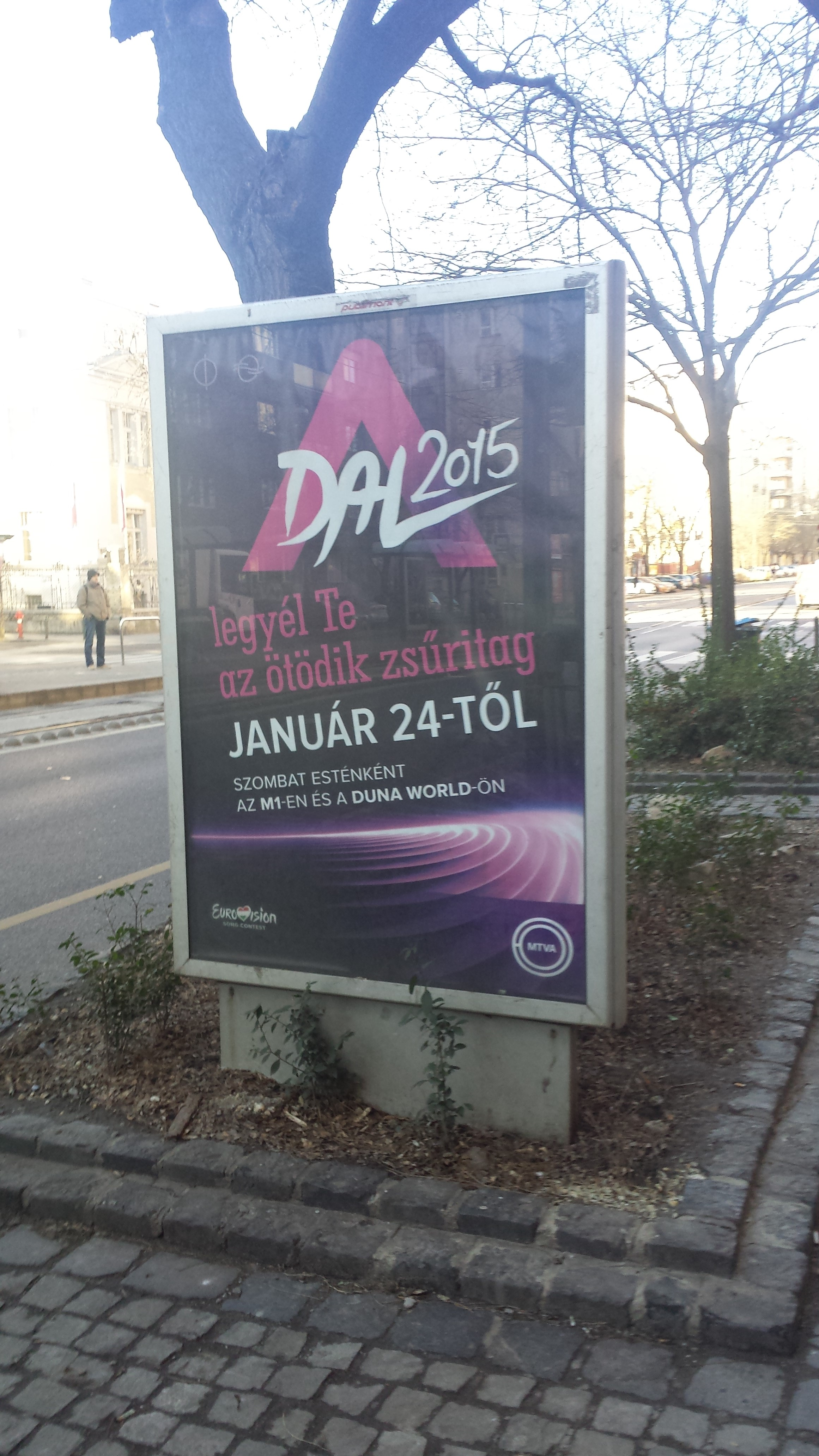
A műsor plakátja Budapest XI. kerületében, a Karinthy Frigyes úton

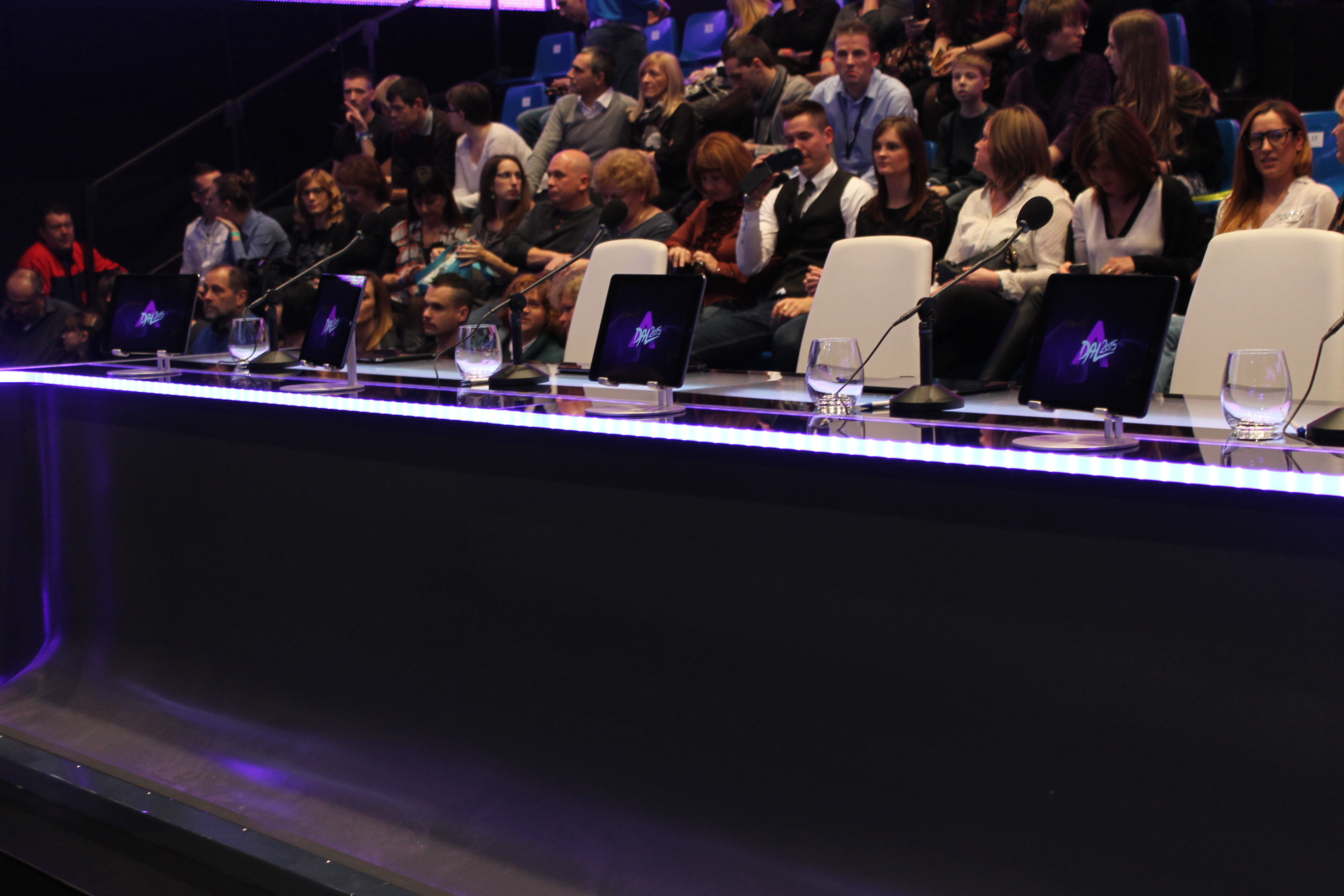
A zsűriasztal az első elődöntő előtt

A Médiaszolgáltatás-támogató és Vagyonkezelő Alap 2014. október 1-jén hozta nyilvánosságra a pályázati feltételeket. Nagyobb változtatás az előző évadhoz képest nem történt. 2015-ben olyan előadók jelentkezését várták, akiknek már elindult a zenei karrierje, jelent meg legalább egy dala, országosan játszott felvétele, és olyan új dallal tudnak pályázni, amelyik méltó akár a nemzetközi megmérettetésre is.
Az Eurovíziós Dalfesztiválon a dal előadásában maximum hat személy vehet részt a színpadon. Korábban A Dalban is ez volt a szabály, 2015-től viszont a magyarországi előválogató elő- és középdöntőiben a színpadon lévő emberek számát tíz főben maximálták. A műsor döntőjére viszont a nemzetközi versenyen is érvényes hatfős szabályt megtartották.

## A verseny
A beérkezett 351 dal közül egy tíz tagú előzsűri választotta ki a magyar válogató résztvevőit. 2014. december 2-án az escbubble.com internetes újság megtudta, hogy ebben az évben is harminc dalt fognak beválogatni az élő műsorokba. 2014. december 8-án, 10-én és 12-én ismertették a közönséggel, hogy melyik az a harminc dal, amelyik bejutott az élő műsorba. A magyar nyelvű dalszövegek mellett angolul, valamint a Magyarország területén élő kisebbségek nyelvén írt pályaműveket várt a zsűri, azonban minden dalhoz csatolni kellett egy magyar nyelvű szöveget vagy fordítást is. Így összesen tizenöt különböző nyelven is megszólalhattak volna a műsor dalai, melyek az alábbiak: angol, bolgár, cigány, görög, horvát, lengyel, magyar, német, örmény, román, ruszin, szerb, szlovák, szlovén és ukrán. Habár angol és magyar nyelvű dalokon kívül nem válogattak a legjobb harmincba más nyelven íródott szerzeményeket ezúttal sem. A nemzeti döntő zsűrije a 2014-eshez hasonlóan ismét négyfős lesz, és a tagjai Pierrot, Rúzsa Magdi, Csiszár Jenő és Rákay Philip. Ez lesz az első év, hogy Kállay-Saunders András nem fog részt venni a műsorban versenyzőként. Az első elődöntőre 2015. január 24-én került sor, a döntő pedig 2015. február 28-án került képernyőre.
Januárban és februárban összesen hat show-műsort adtak le.  A műsorok során a szakmai zsűri, illetve a közönség szavazata döntött arról, hogy ki képviselje Magyarországot Ausztria fővárosában, Bécsben. Az előző két évadhoz hasonlóan ismét háromfordulós volt a nemzeti válogató, és tovább nőtt a nézők szerepe a döntőbe jutó produkciók kiválasztásában. A nézői szavazás okostelefonos applikáció és szöveges üzenet (SMS) segítségével valósult meg. A lebonyolítás folyamatában csupán annyi formai változást eszközöltek a verseny szervezői, hogy az eddigi A Dal-hétvégét különbontották, így a két középdöntő is egy–egy szombat este került képernyőre.
2014 után másodszor indult el az online akusztik szavazás, ahol a dalok akusztikus verzióira lehetett szavazni, a műsor hivatalos Facebook oldalán, illetve az adal2015.hu hivatalos honlapon. A győztes dal MR2 akusztik koncertlehetőséget nyert az MTVA felajánlásában, továbbá dalának ezen verzióját előadhatta a műsor döntőjének extra produkciójaként.

## Élő műsorsorozat
Az élő műsorsorozatban harminc dal vetélkedett az Eurovíziós Dalfesztiválra való kijutásért. A sorozat háromfordulós, 6 élő adásból állt: 3 elődöntő, 2 középdöntő és a döntő.
Minden élő műsorban pontozott a zsűri, és minden élő műsorban szavazhattak a nézők az okostelefonos applikáció segítségével továbbá hagyományos szöveges üzenettel (SMS) is. A középdöntőkben a zsűri egyszerre pontozott, elkerülve így az egymás befolyásolásának lehetőségét.
A műsort a magyar televíziózás történetében először, élőben feliratozták.
Minden élő adást megelőzően péntekenként sztárcset keretében a nézők kérdezhették a vendégeket, melyet az interneten tudtak figyelemmel követni 12:15-től 12:45-ig.

### Első elődöntő
Az első elődöntőt január 24-én tartotta az MTVA tíz előadó részvételével. A négytagú zsűri közvetlenül a dalok elhangzása után pontozta az egyes dalokat 1-től 10-ig. A versenydalok sugárzása alatt ötödik zsűritagként a nézők 1-től 10-ig pontszámot küldhettek az adott produkcióra A Dal 2015 applikációján keresztül vagy SMS-ben. A nézői pontszámok átlagát kerekítve hozzáadták a versenydal pontszámaihoz, így alakult ki a végleges pontszám. A kialakult sorrend alapján az első öt dal automatikusan a középdöntőbe került. A pontozás során holtverseny alakult ki, így a zsűri egyszerű szótöbbséggel döntött a továbbjutó dalokról – jelenesetben a Farkas-Jenser Balázs–Szűcs Gabi–Karmapolis hármasból az utóbbi kettő jutott tovább. A pontszámok alapján nem továbbjutó öt produkció közül az a további egy dal jutott tovább a középdöntőbe, amelyik a legtöbb SMS-ben és applikáción keresztül küldött szavazatot kapta a nézőktől. A műsort élőben közvetítette az M1 és a Duna World, illetve interneten az adal2015.hu. A versenyprodukciók mellett extra fellépő volt Fábián Juli és Zoohacker, akik a Talamba ütőegyüttes és az MR Szimfonikusok közreműködésével a Shine című dalt adták elő. Az elődöntő után 22:25-től az M2-n A Dal+ című műsorban Harsányi Levente beszélgetett a résztvevőkkel.
| Első elődöntő – 2015. január 24. | Első elődöntő – 2015. január 24. | Első elődöntő – 2015. január 24.                                                  | Első elődöntő – 2015. január 24. | Első elődöntő – 2015. január 24. | Első elődöntő – 2015. január 24. | Első elődöntő – 2015. január 24. | Első elődöntő – 2015. január 24. | Első elődöntő – 2015. január 24. | Első elődöntő – 2015. január 24. |
| #                                | Előadó                           | Dal (zene / szöveg)                                                               | Pontozás                         | Pontozás                         | Pontozás                         | Pontozás                         | Pontozás                         | Pontozás                         | Eredmény                         |
| #                                | Előadó                           | Dal (zene / szöveg)                                                               | Pierrot                          | Rúzsa Magdi                      | Csiszár Jenő                     | Rákay Philip                     | Nézők                            | Σ                                | Eredmény                         |
| -------------------------------- | -------------------------------- | --------------------------------------------------------------------------------- | -------------------------------- | -------------------------------- | -------------------------------- | -------------------------------- | -------------------------------- | -------------------------------- | -------------------------------- |
| 01                               | Magyar Bori                      | „Lead Me to Heaven” (Váradi Tamás / Ferencz Attila)                               | 6                                | 5                                | 7                                | 6                                | 5                                | 29                               | Kiesett                          |
| 02                               | Farkas-Jenser Balázs             | „Liar” (Péter Bence / Kozma Kata)                                                 | 5                                | 9                                | 8                                | 9                                | 6                                | 37                               | Kiesett                          |
| 03                               | Szűcs Gabi                       | „Úgysem felejtesz el” (Gátos Iván, Szűcs Gabi / Hegyi György)                     | 7                                | 8                                | 9                                | 8                                | 5                                | 37                               | Továbbjutott                     |
| 04                               | Passed                           | „Mesmerize” (Nizalowski Dorottya, Nizalowski Fanni, Godzsák Dávid, Szabó Levente) | 9                                | 10                               | 9                                | 9                                | 6                                | 43                               | Továbbjutott                     |
| 05                               | Dallos Bogi                      | „World of Violence” (Tóth G. Zoltán / Tóth G. Zoltán, Halász Péter)               | 6                                | 8                                | 7                                | 10                               | 7                                | 38                               | Továbbjutott                     |
| 06                               | Karmapolis                       | „Time Is Now” (Kenyeres András, Lipi Gábor, Szipszer Szabolcs / Kenyeres András)  | 7                                | 7                                | 9                                | 8                                | 6                                | 37                               | Továbbjutott                     |
| 07                               | Szakács Gergő                    | „Ősz utca” (Csöndör László Diaz, Szakács Gergő / Karácson Tamás)                  | 4                                | 6                                | 7                                | 9                                | 7                                | 33                               | Kiesett                          |
| 08                               | Antal Timi                       | „Woke Up This Way” (ifj. Malek Miklós, Dimitri Ehrlich)                           | 6                                | 6                                | 6                                | 7                                | 8                                | 33                               | Továbbjutott                     |
| 09                               | Tóth Vera                        | „Gyémánt” (Hrutka Róbert)                                                         | 5                                | 10                               | 7                                | 9                                | 8                                | 39                               | Továbbjutott                     |
| 10                               | MDC                              | „Maniac” (Fehér Attila, Lapis Botond / Kasai Jnoffin)                             | 5                                | 5                                | 6                                | 7                                | 8                                | 31                               | Kiesett                          |

Az első elődöntőt 849 000-en nézték végig az M1-en és a Duna World-ön, míg a teljes műsorba 2 097 000-en kapcsolódtak be hosszabb-rövidebb időre.

### Második elődöntő
A második elődöntőt január 31-én tartotta az MTVA tíz előadó részvételével. A négytagú zsűri közvetlenül a dalok elhangzása után pontozta az egyes dalokat 1-től 10-ig. A versenydalok sugárzása alatt ötödik zsűritagként a nézők 1-től 10-ig pontszámot küldhettek az adott produkcióra A Dal 2015 applikációján keresztül vagy SMS-ben. A nézői pontszámok átlagát kerekítve hozzáadták a versenydal pontszámaihoz, így alakult ki a végleges pontszám. A kialakult sorrend alapján az első öt dal automatikusan a középdöntőbe került. A pontozás során holtverseny alakult ki, így a zsűri egyszerű szótöbbséggel döntött a továbbjutó dalokról – jelenesetben az Éliás Gyula Jr. feat. Fourtissimo–Leander Rising párosból az előbbi jutott tovább. A pontszámok alapján nem továbbjutó öt produkció közül az a további egy dal jutott tovább a középdöntőbe, amelyik a legtöbb SMS-ben és applikáción keresztül küldött szavazatot kapta a nézőktől. A műsort élőben közvetítette az M1 és a Duna World, illetve interneten az adal2015.hu. A versenyprodukciók mellett extra fellépő volt a Wellhello, akik a Rakpart című dalt adták elő az MR Szimfonikusokkal. Az elődöntő tizedik produkciója, az Our Time című dal Szécsi Saci és Szécsi Böbe előadásában volt A Dal századik dala. Az elődöntő után 22:25-től az M2-n A Dal+ című műsorban Harsányi Levente beszélgetett a résztvevőkkel.
| Második elődöntő – 2015. január 31. | Második elődöntő – 2015. január 31. | Második elődöntő – 2015. január 31.                                                                              | Második elődöntő – 2015. január 31. | Második elődöntő – 2015. január 31. | Második elődöntő – 2015. január 31. | Második elődöntő – 2015. január 31. | Második elődöntő – 2015. január 31. | Második elődöntő – 2015. január 31. | Második elődöntő – 2015. január 31. |
| #                                   | Előadó                              | Dal (zene / szöveg)                                                                                              | Pontozás                            | Pontozás                            | Pontozás                            | Pontozás                            | Pontozás                            | Pontozás                            | Eredmény                            |
| #                                   | Előadó                              | Dal (zene / szöveg)                                                                                              | Pierrot                             | Rúzsa Magdi                         | Csiszár Jenő                        | Rákay Philip                        | Nézők                               | Σ                                   | Eredmény                            |
| ----------------------------------- | ----------------------------------- | --- | ----------------------------------- | ----------------------------------- | ----------------------------------- | ----------------------------------- | ----------------------------------- | ----------------------------------- | ----------------------------------- |
| 01                                  | Chances                             | „The Night” (Kosztyu János, Orbán Ferenc)                                                                        | 8                                   | 5                                   | 7                                   | 6                                   | 5                                   | 31                                  | Kiesett                             |
| 02                                  | Szabó Ádám                          | „Give Me Your Love” (Szabó Ádám, Bori Tamás, Katona Tamás / Kozma Kata)                                          | 9                                   | 10                                  | 9                                   | 10                                  | 8                                   | 46                                  | Továbbjutott                        |
| 03                                  | Leander Rising                      | „Lőjetek fel” (Budai Béla, Köteles Leander, Takács József, Vörös Attila / Köteles Leander, Takács József)        | 5                                   | 9                                   | 7                                   | 8                                   | 7                                   | 36                                  | Kiesett                             |
| 04                                  | Ív                                  | „Fire” (Tóth Lóránt, Gálosi László, Katona-Zsombori Éva / Tóth Lóránt)                                           | 8                                   | 8                                   | 9                                   | 7                                   | 6                                   | 38                                  | Továbbjutott                        |
| 05                                  | Éliás Gyula Jr. feat. Fourtissimo   | „Run to You” (Éliás Gyula Jr. / Király Martina)                                                                  | 6                                   | 8                                   | 8                                   | 6                                   | 8                                   | 36                                  | Továbbjutott                        |
| 06                                  | Pankastic!                          | „Kicsi a világ, de nagy világ” (Kálmán Tamás)                                                                    | 6                                   | 10                                  | 7                                   | 9                                   | 6                                   | 38                                  | Továbbjutott                        |
| 07                                  | Dér Heni                            | „Ébresztő” (Csicsák Norbert, Bodóczki Ernő, Burai Krisztián, Dér Heni / Szabó Norbert)                           | 4                                   | 9                                   | 7                                   | 7                                   | 7                                   | 34                                  | Kiesett                             |
| 08                                  | New Level Empire                    | „Homelights” (Krajczár Péter, Mayer Petra, Nyujtó Sándor, Ujvári Zoltán Szilveszter / Ujvári Zoltán Szilveszter) | 4                                   | 7                                   | 7                                   | 8                                   | 8                                   | 34                                  | Továbbjutott                        |
| 09                                  | Oláh Gergő                          | „A tükör előtt” (Havas Lajos, Csicsák Norbert, Oláh Gergő / Lombos Márton)                                       | 7                                   | 10                                  | 8                                   | 9                                   | 7                                   | 41                                  | Továbbjutott                        |
| 10                                  | Szécsi Saci & Böbe                  | „Our Time” (Szécsi Saci, Szécsi Böbe)                                                                            | 5                                   | 6                                   | 7                                   | 9                                   | 7                                   | 34                                  | Kiesett                             |

### Harmadik elődöntő
A harmadik elődöntőt február 7-én tartotta az MTVA tíz előadó részvételével. A négytagú zsűri közvetlenül a dalok elhangzása után pontozta az egyes dalokat 1-től 10-ig. A versenydalok sugárzása alatt ötödik zsűritagként a nézők 1-től 10-ig pontszámot küldhettek az adott produkcióra A Dal 2015 applikációján keresztül vagy SMS-ben. A nézői pontszámok átlagát kerekítve hozzáadták a versenydal pontszámaihoz, így alakult ki a végleges pontszám. A kialakult sorrend alapján az első öt dal automatikusan a középdöntőbe került. A pontszámok alapján nem továbbjutó öt produkció közül az a további egy dal jutott tovább a középdöntőbe, amelyik a legtöbb SMS-ben és applikáción keresztül küldött szavazatot kapta a nézőktől. A műsort élőben közvetítette az M1 és a Duna World, illetve interneten az adal2015.hu. A versenyprodukciók mellett extra fellépő volt a Kiscsillag, akik a Ki találja meg? című dalt adták elő az MR Szimfonikusokkal. Az elődöntő után 22:25-től az M2-n A Dal+ című műsorban Harsányi Levente beszélgetett a résztvevőkkel.
| Harmadik elődöntő – 2015. február 7. | Harmadik elődöntő – 2015. február 7. | Harmadik elődöntő – 2015. február 7.                                                           | Harmadik elődöntő – 2015. február 7. | Harmadik elődöntő – 2015. február 7. | Harmadik elődöntő – 2015. február 7. | Harmadik elődöntő – 2015. február 7. | Harmadik elődöntő – 2015. február 7. | Harmadik elődöntő – 2015. február 7. | Harmadik elődöntő – 2015. február 7. |
| #                                    | Előadó                               | Dal (zene / szöveg)                                                                            | Pontozás                             | Pontozás                             | Pontozás                             | Pontozás                             | Pontozás                             | Pontozás                             | Eredmény                             |
| #                                    | Előadó                               | Dal (zene / szöveg)                                                                            | Pierrot                              | Rúzsa Magdi                          | Csiszár Jenő                         | Rákay Philip                         | Nézők                                | Σ                                    | Eredmény                             |
| ------------------------------------ | ------------------------------------ | ---------------------------------------------------------------------------------------------- | ------------------------------------ | ------------------------------------ | ------------------------------------ | ------------------------------------ | ------------------------------------ | ------------------------------------ | ------------------------------------ |
| 01                                   | Péter Barbara                        | „Listen to the Universe” (Tóth G. Zoltán / Tóth G. Zoltán, Halász Péter)                       | 5                                    | 6                                    | 6                                    | 7                                    | 6                                    | 30                                   | Kiesett                              |
| 02                                   | Mujahid Zoltán                       | „Beside You” (Mujahid Zoltán, Csöndör László Diaz / Johnny K. Palmer)                          | 9                                    | 9                                    | 6                                    | 8                                    | 7                                    | 39                                   | Továbbjutott                         |
| 03                                   | Proof Of Life                        | „Hol a határ” (Krajczár Péter / Schmél Csaba, Nagyváradi Nelli)                                | 6                                    | 9                                    | 9                                    | 6                                    | 7                                    | 37                                   | Kiesett                              |
| 04                                   | Csemer Boglárka – Boggie             | „Wars for Nothing” (Sebestyén Áron, Csemer Boglárka / Bori Sára Hélène)                        | 9                                    | 10                                   | 9                                    | 10                                   | 8                                    | 46                                   | Továbbjutott                         |
| 05                                   | Fool Moon                            | „Back 2 Right” (Molnár Gábor / Kasai Jnoffin)                                                  | 6                                    | 6                                    | 6                                    | 7                                    | 7                                    | 32                                   | Kiesett                              |
| 06                                   | Keresztes Ildikó                     | „Hazám hazád” (Pálvölgyi Géza / Márkus József)                                                 | 6                                    | 9                                    | 7                                    | 7                                    | 8                                    | 37                                   | Kiesett                              |
| 07                                   | Gájer Bálint                         | „That’s How It Goes” (Elek Norbert, Gájer Bálint / Johnny K. Palmer)                           | 8                                    | 8                                    | 7                                    | 9                                    | 8                                    | 40                                   | Továbbjutott                         |
| 08                                   | Other Planet                         | „Untold Story” (Szikra Péter, Nagy Leopold, Széll Bálint, Őry Ádám)                            | 5                                    | 10                                   | 10                                   | 10                                   | 7                                    | 42                                   | Továbbjutott                         |
| 09                                   | Wolf Kati                            | „Ne engedj el!” (Sebastian Zelle, Martin Angelicus, Krajczár Péter / Linnea Deb, Major Eszter) | 8                                    | 10                                   | 9                                    | 10                                   | 8                                    | 45                                   | Továbbjutott                         |
| 10                                   | Spoon                                | „Keep Marching On” (Erik Fjeld, George Németh / Erik Fjeld, George Németh, Ida Waerdahl)       | 6                                    | 8                                    | 8                                    | 8                                    | 8                                    | 38                                   | Továbbjutott                         |

### Első középdöntő
Az első középdöntőt február 14-én tartotta az MTVA kilenc előadó részvételével. A négytagú zsűri közvetlenül a dalok elhangzása után pontozta az egyes dalokat 1-től 10-ig. A versenydalok sugárzása alatt ötödik zsűritagként a nézők 1-től 10-ig pontszámot küldhettek az adott produkcióra A Dal 2015 applikációján keresztül vagy SMS-ben. A nézői pontszámok átlagát kerekítve hozzáadták a versenydal pontszámaihoz, így alakult ki a végleges pontszám. A kialakult sorrend alapján az első három dal automatikusan a döntőbe került. A pontszámok alapján nem továbbjutó hat produkció közül az a további egy dal jutott tovább a döntőbe, amelyik a legtöbb SMS-ben és applikáción keresztül küldött szavazatot kapta a nézőktől. A műsort élőben közvetítette az M1 és a Duna World, illetve interneten az adal2015.hu. A versenyprodukciók mellett extra fellépő volt az Intim Torna Illegál, akik a Mindenkinek igaza van című dalt adták elő az MR Szimfonikusokkal. Mellettük fellépett még a Voice Station a cappella kórus is, akik az elmúlt négy év magyarországi eurovíziós dalait – Szerelem, miért múlsz?, Sound of Our Hearts, Kedvesem és Running – adták elő, hangszerkíséret nélkül, a műsor nyitányaként. A középdöntő után 22:25-től az M2-n A Dal+ című műsorban Harsányi Levente beszélgetett a résztvevőkkel.
| Első középdöntő – 2015. február 14. | Első középdöntő – 2015. február 14. | Első középdöntő – 2015. február 14.                                                                              | Első középdöntő – 2015. február 14. | Első középdöntő – 2015. február 14. | Első középdöntő – 2015. február 14. | Első középdöntő – 2015. február 14. | Első középdöntő – 2015. február 14. | Első középdöntő – 2015. február 14. | Első középdöntő – 2015. február 14. |
| #                                   | Előadó                              | Dal (zene / szöveg)                                                                                              | Pontozás                            | Pontozás                            | Pontozás                            | Pontozás                            | Pontozás                            | Pontozás                            | Eredmény                            |
| #                                   | Előadó                              | Dal (zene / szöveg)                                                                                              | Pierrot                             | Rúzsa Magdi                         | Csiszár Jenő                        | Rákay Philip                        | Nézők                               | Σ                                   | Eredmény                            |
| ----------------------------------- | ----------------------------------- | --- | ----------------------------------- | ----------------------------------- | ----------------------------------- | ----------------------------------- | ----------------------------------- | ----------------------------------- | ----------------------------------- |
| 01                                  | Antal Timi                          | „Woke Up This Way” (ifj. Malek Miklós, Dimitri Ehrlich)                                                          | 8                                   | 8                                   | 8                                   | 7                                   | 8                                   | 39                                  | Kiesett                             |
| 02                                  | Karmapolis                          | „Time Is Now” (Kenyeres András, Lipi Gábor, Szipszer Szabolcs / Kenyeres András)                                 | 7                                   | 7                                   | 8                                   | 8                                   | 6                                   | 36                                  | Kiesett                             |
| 03                                  | Tóth Vera                           | „Gyémánt” (Hrutka Róbert)                                                                                        | 5                                   | 7                                   | 7                                   | 6                                   | 7                                   | 32                                  | Kiesett                             |
| 04                                  | Mujahid Zoltán                      | „Beside You” (Mujahid Zoltán, Csöndör László Diaz / Johnny K. Palmer)                                            | 10                                  | 9                                   | 8                                   | 9                                   | 7                                   | 43                                  | Továbbjutott                        |
| 05                                  | Spoon                               | „Keep Marching On” (Erik Fjeld, George Németh / Erik Fjeld, George Németh, Ida Waerdahl)                         | 8                                   | 8                                   | 8                                   | 9                                   | 8                                   | 41                                  | Továbbjutott                        |
| 06                                  | Szabó Ádám                          | „Give Me Your Love” (Szabó Ádám, Bori Tamás, Katona Tamás / Kozma Kata)                                          | 10                                  | 9                                   | 9                                   | 10                                  | 9                                   | 47                                  | Továbbjutott                        |
| 07                                  | Pankastic!                          | „Kicsi a világ, de nagy világ” (Kálmán Tamás)                                                                    | 6                                   | 7                                   | 7                                   | 7                                   | 7                                   | 34                                  | Kiesett                             |
| 08                                  | Csemer Boglárka – Boggie            | „Wars for Nothing” (Sebestyén Áron, Csemer Boglárka / Bori Sára Hélène)                                          | 10                                  | 10                                  | 8                                   | 10                                  | 9                                   | 47                                  | Továbbjutott                        |
| 09                                  | New Level Empire                    | „Homelights” (Krajczár Péter, Mayer Petra, Nyujtó Sándor, Ujvári Zoltán Szilveszter / Ujvári Zoltán Szilveszter) | 4                                   | 6                                   | 7                                   | 8                                   | 8                                   | 33                                  | Kiesett                             |

### Második középdöntő
A második középdöntőt február 21-én tartotta az MTVA kilenc előadó részvételével. A négytagú zsűri közvetlenül a dalok elhangzása után pontozta az egyes dalokat 1-től 10-ig. A versenydalok sugárzása alatt ötödik zsűritagként a nézők 1-től 10-ig pontszámot küldhettek az adott produkcióra A Dal 2015 applikációján keresztül vagy SMS-ben. A nézői pontszámok átlagát kerekítve hozzáadták a versenydal pontszámaihoz, így alakult ki a végleges pontszám. A kialakult sorrend alapján az első három dal automatikusan a döntőbe került. A pontszámok alapján nem továbbjutó hat produkció közül az a további egy dal jutott tovább a döntőbe, amelyik a legtöbb SMS-ben és applikáción keresztül küldött szavazatot kapta a nézőktől. A műsort élőben közvetítette az M1 és a Duna World, illetve interneten az adal2015.hu. A versenyprodukciók mellett extra fellépő volt Zorán, aki a Nekem nem elég című dalt adta elő az MR Szimfonikusokkal. A középdöntő után 22:25-től az M2-n A Dal+ című műsorban Harsányi Levente beszélgetett a résztvevőkkel.
| Második középdöntő – 2015. február 21. | Második középdöntő – 2015. február 21. | Második középdöntő – 2015. február 21.                                                         | Második középdöntő – 2015. február 21. | Második középdöntő – 2015. február 21. | Második középdöntő – 2015. február 21. | Második középdöntő – 2015. február 21. | Második középdöntő – 2015. február 21. | Második középdöntő – 2015. február 21. | Második középdöntő – 2015. február 21. |
| #                                      | Előadó                                 | Dal (zene / szöveg)                                                                            | Pontozás                               | Pontozás                               | Pontozás                               | Pontozás                               | Pontozás                               | Pontozás                               | Eredmény                               |
| #                                      | Előadó                                 | Dal (zene / szöveg)                                                                            | Pierrot                                | Rúzsa Magdi                            | Csiszár Jenő                           | Rákay Philip                           | Nézők                                  | Σ                                      | Eredmény                               |
| -------------------------------------- | -------------------------------------- | ---------------------------------------------------------------------------------------------- | -------------------------------------- | -------------------------------------- | -------------------------------------- | -------------------------------------- | -------------------------------------- | -------------------------------------- | -------------------------------------- |
| 01                                     | Szűcs Gabi                             | „Úgysem felejtesz el” (Gátos Iván, Szűcs Gabi / Hegyi György)                                  | 6                                      | 6                                      | 8                                      | 7                                      | 6                                      | 33                                     | Kiesett                                |
| 02                                     | Other Planet                           | „Untold Story” (Szikra Péter, Nagy Leopold, Széll Bálint, Őry Ádám)                            | 5                                      | 9                                      | 9                                      | 10                                     | 7                                      | 40                                     | Kiesett                                |
| 03                                     | Dallos Bogi                            | „World of Violence” (Tóth G. Zoltán / Tóth G. Zoltán, Halász Péter)                            | 6                                      | 8                                      | 7                                      | 9                                      | 8                                      | 38                                     | Kiesett                                |
| 04                                     | Oláh Gergő                             | „A tükör előtt” (Havas Lajos, Csicsák Norbert, Oláh Gergő / Lombos Márton)                     | 8                                      | 9                                      | 7                                      | 8                                      | 7                                      | 39                                     | Kiesett                                |
| 05                                     | Ív                                     | „Fire” (Tóth Lóránt, Gálosi László, Katona-Zsombori Éva / Tóth Lóránt)                         | 8                                      | 10                                     | 9                                      | 7                                      | 7                                      | 41                                     | Továbbjutott                           |
| 06                                     | Éliás Gyula Jr. feat. Fourtissimo      | „Run to You” (Éliás Gyula Jr. / Király Martina)                                                | 7                                      | 8                                      | 8                                      | 7                                      | 7                                      | 37                                     | Kiesett                                |
| 07                                     | Wolf Kati                              | „Ne engedj el!” (Sebastian Zelle, Martin Angelicus, Krajczár Péter / Linnea Deb, Major Eszter) | 8                                      | 10                                     | 8                                      | 10                                     | 8                                      | 44                                     | Továbbjutott                           |
| 08                                     | Passed                                 | „Mesmerize” (Nizalowski Dorottya, Nizalowski Fanni, Godzsák Dávid, Szabó Levente)              | 9                                      | 9                                      | 9                                      | 9                                      | 7                                      | 43                                     | Továbbjutott                           |
| 09                                     | Gájer Bálint                           | „That’s How It Goes” (Elek Norbert, Gájer Bálint / Johnny K. Palmer)                           | 7                                      | 8                                      | 7                                      | 8                                      | 8                                      | 38                                     | Továbbjutott                           |

### Döntő
A döntőt február 28-án tartotta az MTVA nyolc előadó részvételével. A végeredmény az okostelefonos applikációs szavazás, az SMS-szavazatok illetve szakmai zsűri szavazatai alapján alakult ki. A zsűri a dalok elhangzása után csak szóban értékelte a produkciókat. Az összes dal elhangzása után, az Eurovíziós Dalfesztivál gyakorlatához hasonlóan pontozta a produkciókat a zsűri. Az első helyezett 10 pontot kapott, a második 8-at, a harmadik 6-ot, míg a negyedik 4 pontot. A pontozás során a négy legtöbb pontot szerzett dal közül a nézők SMS-ben és applikáción keresztül küldött szavazatokkal választották ki a verseny győztesét. A műsort élőben közvetítette az M1 és a Duna World, illetve interneten az adal2015.hu és a eurovision.tv. A műsor nyitányaként a nyolc döntős előadta A Nap Dalát, mely a Magyar Könnyűzeneszerzők és Szövegírók Egyesületének összefogásával a magyar dalok tiszteletére íródott. A versenyprodukciók mellett extra fellépő volt az akusztikus szavazás első helyezettje, a Leander Rising, akik bemutatták a daluknak, a Lőjetek felnek ezen verzióját, illetve a Kállay Saunders Band, akik a Running és a Juliet című dal egyvelegét adták elő az MR Szimfonikusokkal.
| #  | Előadó                   | Dal (zene / szöveg)                                                                          | Zsűri (Összesen) | Eredmény (Zsűri) | Eredmény (Telefon) |
| -- | ------------------------ | -------------------------------------------------------------------------------------------- | ---------------- | ---------------- | ------------------ |
| 01 | Gájer Bálint             | That’s How It Goes (Elek Norbert, Gájer Bálint / Johnny K. Palmer)                           | 0                | 7.               | —                  |
| 02 | Csemer Boglárka – Boggie | Wars for Nothing (Sebestyén Áron, Csemer Boglárka / Bori Sára Hélène)                        | 24               | 2.               | 1.                 |
| 03 | Spoon                    | Keep Marching On (Erik Fjeld, George Németh / Erik Fjeld, George Németh, Ida Waerdahl)       | 20               | 3.               |                    |
| 04 | Wolf Kati                | Ne engedj el! (Sebastian Zelle, Martin Angelicus, Krajczár Péter / Linnea Deb, Major Eszter) | 16               | 5.               | —                  |
| 05 | Szabó Ádám               | Give Me Your Love (Szabó Ádám, Bori Tamás, Katona Tamás / Kozma Kata)                        | 28               | 1.               |                    |
| 06 | Passed                   | Mesmerize (Nizalowski Dorottya, Nizalowski Fanni, Godzsák Dávid, Szabó Levente)              | 0                | 7.               | —                  |
| 07 | Ív                       | Fire (Tóth Lóránt, Gálosi László, Katona-Zsombori Éva / Tóth Lóránt)                         | 4                | 6.               | —                  |
| 08 | Mujahid Zoltán           | Beside You (Mujahid Zoltán, Csöndör László Diaz / Johnny K. Palmer)                          | 20               | 3.               |                    |

#### Ponttáblázat
| Dalok                             | Zsűri szavazatok | Zsűri szavazatok | Zsűri szavazatok | Zsűri szavazatok | Zsűri szavazatok |
| Dalok                             | Össz             | Pierrot          | Rúzsa Magdi      | Csiszár Jenő     | Rákay Philip     |
| --------------------------------- | ---------------- | ---------------- | ---------------- | ---------------- | ---------------- |
| That’s How It Goes (Gájer Bálint) | 0                |                  |                  |                  |                  |
| Wars for Nothing (Boggie)         | 24               | 8                | 10               |                  | 6                |
| Keep Marching On (Spoon)          | 20               |                  |                  | 10               | 10               |
| Ne engedj el! (Wolf Kati)         | 16               |                  | 8                | 4                | 4                |
| Give Me Your Love (Szabó Ádám)    | 28               | 6                | 6                | 8                | 8                |
| Mesmerize (Passed)                | 0                |                  |                  |                  |                  |
| Fire (Ív)                         | 4                | 4                |                  |                  |                  |
| Beside You (Mujahid Zoltán)       | 20               | 10               | 4                | 6                |                  |

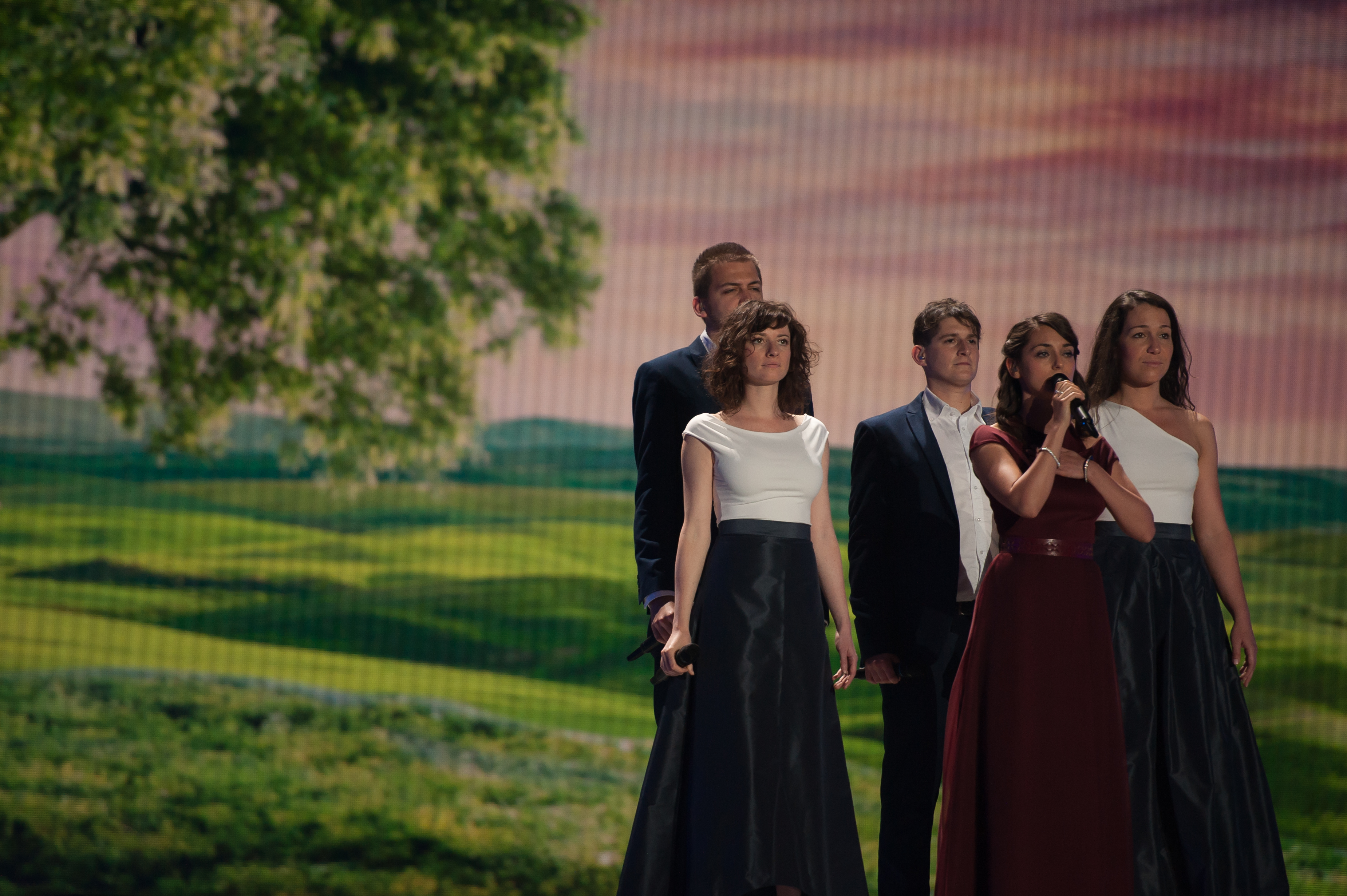
Boggie a 2015-ös Eurovíziós Dalfesztiválon, Bécsben

Az SMS-szavazás során közel 145 000 érvényes szavazat érkezett be.
A nézői szavazás alapján A Dalt Csemer Boglárka – Boggie nyerte.

## Akusztikus verziók versenye
Az előző évhez hasonlóan, a nézők ismételten szavazhattak a versenydalok akusztikus verzióira a műsor hivatalos Facebook oldalán.
Az elődöntők dalainak akusztikus verzióra az alábbi időszakban lehetett szavazni:
- Első elődöntő: 2015. január 26-án 20 órától 2015. január 30-án 24 óráig,
- Második elődöntő: 2015. január 31-én 22 órától 2015. február 6-án 24 óráig,
- Harmadik elődöntő: 2015. február 7-én 22 órától 2015. február 13-án 24 óráig.

Első körben az elődöntők tíz dalából a hat legtöbb szavazatot kapott akusztikus verzió jutott tovább a verseny végső fordulójába.
| Dal (Előadó)                     | Kapott szavazat | %      |
| -------------------------------- | --------------- | ------ |
| Ősz utca (Szakács Gergő)         | 1228            | 23,91% |
| Woke Up This Way (Antal Timi)    | 1146            | 22,31% |
| Maniac (MDC)                     | 935             | 18,20% |
| Mesmerize (Passed)               | 881             | 17,15% |
| Liar (Farkas-Jenser Balázs)      | 295             | 5,75%  |
| Gyémánt (Tóth Vera)              | 243             | 4,73%  |
| World of Violence (Dallos Bogi)  | 137             | 2,67%  |
| Time Is Now (Karmapolis)         | 120             | 2,34%  |
| Lead Me to Heaven (Magyar Bori)  | 90              | 1,75%  |
| Úgysem felejtesz el (Szűcs Gabi) | 62              | 1,21%  |

| Dal (Előadó)                                   | Kapott szavazat | %      |
| ---------------------------------------------- | --------------- | ------ |
| Lőjetek fel (Leander Rising)                   | 4950            | 63,14% |
| Give Me Your Love (Szabó Ádám)                 | 749             | 9,55%  |
| Run to You (Éliás Gyula Jr. feat. Fourtissimo) | 422             | 5,38%  |
| Our Time (Szécsi Saci & Böbe)                  | 409             | 5,22%  |
| A tükör előtt (Oláh Gergő)                     | 361             | 4,60%  |
| Ébresztő (Dér Heni)                            | 277             | 3,53%  |
| Homelights (New Level Empire)                  | 234             | 2,98%  |
| Kicsi a világ, de nagy világ (Pankastic!)      | 180             | 2,30%  |
| Fire (Ív)                                      | 144             | 1,84%  |
| The Night (Chances)                            | 114             | 1,45%  |

| Dal (Előadó)                                | Kapott szavazat | %      |
| ------------------------------------------- | --------------- | ------ |
| Keep Marching On (Spoon)                    | 1380            | 23,78% |
| Back 2 Right (Fool Moon)                    | 1313            | 22,63% |
| Untold Story (Other Planet)                 | 909             | 15,66% |
| That’s How It Goes (Gájer Bálint)           | 548             | 9,44%  |
| Beside You (Mujahid Zoltán)                 | 404             | 6,96%  |
| Wars for Nothing (Csemer Boglárka – Boggie) | 357             | 6,15%  |
| Hazám hazád (Keresztes Ildikó)              | 317             | 5,46%  |
| Ne engedj el! (Wolf Kati)                   | 313             | 5,39%  |
| Hol a határ (Proof Of Life)                 | 141             | 2,43%  |
| Listen to the Universe (Péter Barbara)      | 121             | 2,09%  |

A döntő dalainak akusztikus verzióra 2015. február 14-én 22 órától 2015. február 22-én 24 óráig lehetett szavazni. A tizennyolc dalból a legtöbb szavazatot kapott akusztikus verzió nyerte meg a versenyt. A győztes dal – Lőjetek fel (Leander Rising) – MR2 akusztik koncertlehetőséget kap az MTVA felajánlásában, továbbá dalának ezen verzióját előadhatta a műsor döntőjének extra produkciójaként.
| Dal (Előadó)                                   | Kapott szavazat | %      |
| ---------------------------------------------- | --------------- | ------ |
| Lőjetek fel (Leander Rising)                   | 12326           | 42,11% |
| Woke Up This Way (Antal Timi)                  | 9523            | 32,53% |
| Keep Marching On (Spoon)                       | 3527            | 12,05% |
| Back 2 Right (Fool Moon)                       | 1105            | 3,77%  |
| Ősz utca (Szakács Gergő)                       | 884             | 3,02%  |
| Mesmerize (Passed)                             | 349             | 1,19%  |
| Maniac (MDC)                                   | 335             | 1,14%  |
| Untold Story (Other Planet)                    | 241             | 0,82%  |
| Give Me Your Love (Szabó Ádám)                 | 202             | 0,69%  |
| Liar (Farkas-Jenser Balázs)                    | 157             | 0,54%  |
| Wars for Nothing (Csemer Boglárka – Boggie)    | 133             | 0,45%  |
| A tükör előtt (Oláh Gergő)                     | 106             | 0,36%  |
| Our Time (Szécsi Saci & Böbe)                  | 81              | 0,28%  |
| Gyémánt (Tóth Vera)                            | 73              | 0,25%  |
| Beside You (Mujahid Zoltán)                    | 71              | 0,24%  |
| Ébresztő (Dér Heni)                            | 66              | 0,23%  |
| That’s How It Goes (Gájer Bálint)              | 57              | 0,19%  |
| Run to You (Éliás Gyula Jr. feat. Fourtissimo) | 34              | 0,12%  |

## Visszatérő előadók
| Előadó                                       | Előző év(ek) | Előző dal(ok)                                          | Előző legjobb eredmény(ek)    |
| A Dal                                        | A Dal        | A Dal                                                  | A Dal                         |
| -------------------------------------------- | ------------ | ------------------------------------------------------ | ----------------------------- |
| Dallos Bogi                                  | 2013         | Tükörkép                                               | Első elődöntő (8. hely)       |
| Dallos Bogi                                  | 2014         | We All                                                 | Döntő (2. hely)               |
| Dér Heni                                     | 2014         | Ég veled                                               | Második középdöntő (=5. hely) |
| Éliás Gyula (A Fourtissimo közreműködésében) | 2013         | Mindhalálig várni rád                                  | Második elődöntő (7. hely)    |
| Fool Moon                                    | 2014         | It Can’t Be Over                                       | Döntő (3. hely)               |
| Gájer Bálint                                 | 2014         | Elmaradt pillanatok                                    | Harmadik elődöntő (8. hely)   |
| Keresztes Ildikó                             | 2013         | Nem akarok többé játszani                              | Döntő (5. hely)               |
| Nagyváradi Nelli (A Proof Of Life tagjaként) | 2012         | Yeah OK                                                | Második elődöntő (10. hely)   |
| New Level Empire                             | 2014         | The Last One                                           | Döntő (5. hely)               |
| Rácz Gergő (A Fool Moon tagjaként)           | 2013         | Csak állj mellém                                       | Döntő (=7. hely)              |
| Szabó Ádám                                   | 2013         | Hadd legyen más                                        | Második elődöntő (9. hely)    |
| Szécsi Saci és Szécsi Böbe                   | 2014         | Born to Fly                                            | Második elődöntő (=9. hely)   |
| Korábbi magyar nemzeti döntők                |              |                                                        |                               |
| Éliás Gyula (A Fourtissimo közreműködésében) | 1996         | Jó éjszakát                                            | 9. hely                       |
| Fool Moon                                    | 2008         | Szívverés (Csézy vokalistáiként)                       | 1. hely                       |
| Rácz Gergő (A Fool Moon tagjaként)           | 1997         | Miért kell, hogy elmenj? (A V.I.P. tagjaként)          | 1. hely                       |
| Szűcs Gabi                                   | 1997         | Úgy szeress, mint én (A Cotton Club Singers tagjaként) | 7. hely                       |
| Wolf Kati                                    | 2011         | What About My Dreams?                                  | Belső kiválasztás             |

Továbbá Wolf Kati korábban, 2012-ben már részt vett a műsorban, mint a zsűri egyik tagja. Tóth Vera pedig a 2014-es Eurovíziós Dalfesztiválon látott el hasonló feladatot a nemzetközi zsűri magyarországi tagjaként Palásti Kovács Zoltán "Zoohacker", Kovács Kati, Náksi Attila és Dorozsmai Péter mellett.

## Hivatalos album
Az A Dal 2015 – A legjobb 30 a 2015-ös Eurovíziós Dalfesztivál magyarországi nemzeti döntős dalainak válogatáslemeze, melyet az MTVA jelentetett meg 2015. január 26-án. Az album tartalmazta mind a 30 műsorban részt vevő dalt, beleértve azokat is, akik nem jutottak tovább a elő-, illetve a középdöntőből.
| CD 1  | CD 1                   | CD 1                                                                                              | CD 1                     | CD 1  | CD 1 | CD 1 | CD 1 | CD 1 | CD 1 |
|       | Cím                    | Szerző(k)                                                                                         | Előadó                   | Hossz |      |      |      |      |      |
| ----- | ---------------------- | ------------------------------------------------------------------------------------------------- | ------------------------ | ----- | ---- | ---- | ---- | ---- | ---- |
| 1.    | Ébresztő               | Bodóczki Ernő, Burai Krisztián, Csicsák Norbert, Dér Heni / Szabó Norbert                         | Dér Heni                 | 2:52  |      |      |      |      |      |
| 2.    | Woke Up This Way       | Dimitri Ehrlich, Malek Miklós                                                                     | Antal Timi               | 2:56  |      |      |      |      |      |
| 3.    | Keep Marching On       | Erik Fjeld, George Németh / Erik Fjeld, George Németh, Ida Waerdahl                               | Spoon                    | 3:02  |      |      |      |      |      |
| 4.    | A tükör előtt          | Csicsák Norbert, Havas Lajos, Oláh Gergő / Lombos Márton                                          | Oláh Gergő               | 2:56  |      |      |      |      |      |
| 5.    | Listen to the Universe | Tóth G. Zoltán / Tóth G. Zoltán, Halász Péter                                                     | Péter Barbara            | 3:01  |      |      |      |      |      |
| 6.    | That’s How It Goes     | Elek Norbert, Gájer Bálint / Johnny K. Palmer                                                     | Gájer Bálint             | 2:57  |      |      |      |      |      |
| 7.    | Maniac                 | Fehér Attila, Lapis Botond / Kasai Jnoffin                                                        | MDC                      | 2:58  |      |      |      |      |      |
| 8.    | Hazád hazám lehet      | Pálvölgyi Géza / Márkus József                                                                    | Keresztes Ildikó         | 2:54  |      |      |      |      |      |
| 9.    | Time Is Now            | Kenyeres András, Lipi Gábor, Szipszer Szabolcs / Kenyeres András                                  | Karmapolis               | 3:03  |      |      |      |      |      |
| 10.   | Fire                   | Gálosi László, Katona-Zsombori Éva, Tóth Lóránt / Tóth Lóránt                                     | Ív                       | 2:53  |      |      |      |      |      |
| 11.   | Lőjetek fel            | Budai Béla, Köteles Leander, Takács József, Vörös Attila / Köteles Leander, Takács József         | Leander Rising           | 3:03  |      |      |      |      |      |
| 12.   | Beside You             | Csöndör László Diaz, Mujahid Zoltán / Johnny K. Palmer                                            | Mujahid Zoltán           | 3:02  |      |      |      |      |      |
| 13.   | Wars for Nothing       | Csemer Boglárka, Sebestyén Áron / Bori Sára Heléne                                                | Csemer Boglárka – Boggie | 3:02  |      |      |      |      |      |
| 14.   | Homelights             | Krajczár Péter, Mayer Petra, Nyujtó Sándor, Ujvári Zoltán Szilveszter / Ujvári Zoltán Szilveszter | New Level Empire         | 3:01  |      |      |      |      |      |
| 15.   | Ősz utca               | Csöndör László Diaz, Szakács Gergő / Karácson Tamás                                               | Szakács Gergő            | 3:01  |      |      |      |      |      |
| 44:41 |                        |                                                                                                   |                          |       |      |      |      |      |      |

| CD 2  | CD 2                         | CD 2                                                                        | CD 2                              | CD 2  | CD 2 | CD 2 | CD 2 | CD 2 | CD 2 |
|       | Cím                          | Szerző(k)                                                                   | Előadó                            | Hossz |      |      |      |      |      |
| ----- | ---------------------------- | --------------------------------------------------------------------------- | --------------------------------- | ----- | ---- | ---- | ---- | ---- | ---- |
| 1.    | World of Violence            | Tóth G. Zoltán / Tóth G. Zoltán, Halász Péter                               | Dallos Bogi                       | 3:01  |      |      |      |      |      |
| 2.    | Back 2 Right                 | Molnár Gábor / Kasai Jnoffin                                                | Fool Moon                         | 2:54  |      |      |      |      |      |
| 3.    | Gyémánt                      | Hrutka Róbert                                                               | Tóth Vera                         | 3:02  |      |      |      |      |      |
| 4.    | Run to You                   | Éliás Gyula Jr. / Király Martina                                            | Éliás Gyula Jr. feat. Fourtissimo | 3:01  |      |      |      |      |      |
| 5.    | Untold Story                 | Szikra Péter, Nagy Leopold, Széll Bálint, Őry Ádám                          | Other Planet                      | 3:03  |      |      |      |      |      |
| 6.    | Úgysem felejtesz el          | Gátos Iván, Szűcs Gabi / Hegyi György                                       | Szűcs Gabi                        | 3:02  |      |      |      |      |      |
| 7.    | Mesmerize                    | Godzsák Dávid, Nizalowski Dorottya, Nizalowski Fanni, Szabó Levente         | Passed                            | 2:59  |      |      |      |      |      |
| 8.    | Liar                         | Kozma Kata, Péter Bence / Kozma Kata                                        | Farkas-Jenser Balázs              | 2:47  |      |      |      |      |      |
| 9.    | Lead Me to Heaven            | Váradi Tamás / Ferencz Attila                                               | Magyar Bori                       | 3:02  |      |      |      |      |      |
| 10.   | Ne engedj el!                | Martin Angelicus, Krajczár Péter, Sebastian Zelle / Linea Deb, Major Eszter | Wolf Kati                         | 3:00  |      |      |      |      |      |
| 11.   | The Night                    | Kosztyu János, Orbán Ferenc                                                 | Chances                           | 3:02  |      |      |      |      |      |
| 12.   | Hol a határ                  | Krajczár Péter / Krajczár Péter, Nagyváradi Nelli, Schmél Csaba             | Proof Of Life                     | 3:02  |      |      |      |      |      |
| 13.   | Give Me Your Love            | Bori Tamás, Katona Tamás, Szabó Ádám / Kozma Kata                           | Szabó Ádám                        | 2:57  |      |      |      |      |      |
| 14.   | Our Time                     | Szécsi Saci, Szécsi Böbe                                                    | Szécsi Saci & Böbe                | 2:54  |      |      |      |      |      |
| 15.   | Kicsi a világ, de nagy világ | Kálmán Tamás                                                                | Pankastic!                        | 3:00  |      |      |      |      |      |
| 42:55 |                              |                                                                             |                                   |       |      |      |      |      |      |

## Nézettség
Jelmagyarázat
     – A Dal 2015 legmagasabb nézettsége
     – A Dal 2015 legalacsonyabb nézettsége
| Adás                         | Sugárzás                                | Teljes lakosság (4+) | Teljes lakosság (4+) | Teljes lakosság (4+) | Célközönség (18–59) | Célközönség (18–59) | Célközönség (18–59) | Forrás        |
| Adás                         | Sugárzás                                | AMR (fő)             | SHR (%)              | Heti helyezés        | AMR (fő)            | SHR (%)             | Heti helyezés       | Forrás        |
| A Dal 2015                   | A Dal 2015                              | A Dal 2015           | A Dal 2015           | A Dal 2015           | A Dal 2015          | A Dal 2015          | A Dal 2015          | A Dal 2015    |
| ---------------------------- | --------------------------------------- | -------------------- | -------------------- | -------------------- | ------------------- | ------------------- | ------------------- | ------------- |
| Első elődöntő                | 2015. január 24., szombat 20:25 – M1    | 709 092              | 15,5                 | 15.                  | 295 301             | 11,0                | 18.                 | [ 77 ] [ 78 ] |
| Második elődöntő             | 2015. január 31., szombat 20:25 – M1    | 599 577              | 13,6                 | 15.                  | 238 313             | 9,1                 | 24.                 | [ 79 ]        |
| Harmadik elődöntő            | 2015. február 7., szombat 20:25 – M1    | 669 253              | 15,7                 | 15.                  | 276 189             | 11,0                | 17.                 | [ 80 ]        |
| Első középdöntő              | 2015. február 14., szombat 20:25 – M1   | 599 086              | 14,1                 | 17.                  | 223 270             | 9,5                 | 23.                 | [ 81 ] [ 82 ] |
| Második középdöntő           | 2015. február 21., szombat 20:25 – M1   | 571 671              | 13,3                 | 21.                  | 224 603             | 8,9                 | 27.                 | [ 83 ]        |
| Döntő                        | 2015. február 28., szombat 20:25 – M1   | 652 895              | 14,9                 | 15.                  | 261 609             | 10,2                | 24.                 | [ 84 ] [ 85 ] |
| Eurovíziós Dalfesztivál 2015 |                                         |                      |                      |                      |                     |                     |                     |               |
| Elővízió                     | 2015. május 19., kedd 20:30 – Duna      | 200 000              | 4,7                  |                      | 41 000              | 2,6                 |                     |               |
| Első elődöntő                | 2015. május 19., kedd 21:00 – Duna      | 379 000              | 10                   |                      | 162 000             | 10,1                |                     |               |
| Második elődöntő             | 2015. május 21., csütörtök 21:00 – Duna | 230 000              | 6,3                  |                      | 96 000              | 6,3                 |                     |               |
| Elővízió                     | 2015. május 23., szombat 20:30 – Duna   |                      |                      |                      |                     |                     |                     |               |
| Döntő                        | 2015. május 23., szombat 21:00 – Duna   | 614 000              | 19,3                 | 17.                  | 246 000             | 17,6                | 14.                 |               |

A Dal döntőjét 772 371-en nézték végig az M1-en és a Duna World-ön, mely 17,6%-os közönségarányt eredményezett a két közszolgálati csatornának.
A Dalt párhuzamosan közvetítette az M1-gyel, a Duna World, a műsort nem ismételték meg másnap a korábbi évekkel ellentétben. Az Eurovíziós Dalfesztivál már a Dunán volt látható, HD minőségben.